# Gorgora
Gorgora è un centro abitato dell'Etiopia, situato nella Regione degli Amara.
È stata la capitale dell'Etiopia durante il regno di Susenyos I e nei primi anni del regno di suo figlio Fāsiladas, che nel 1635 trasferì la corte a Gondar.